# Крылатское (ледовый дворец)

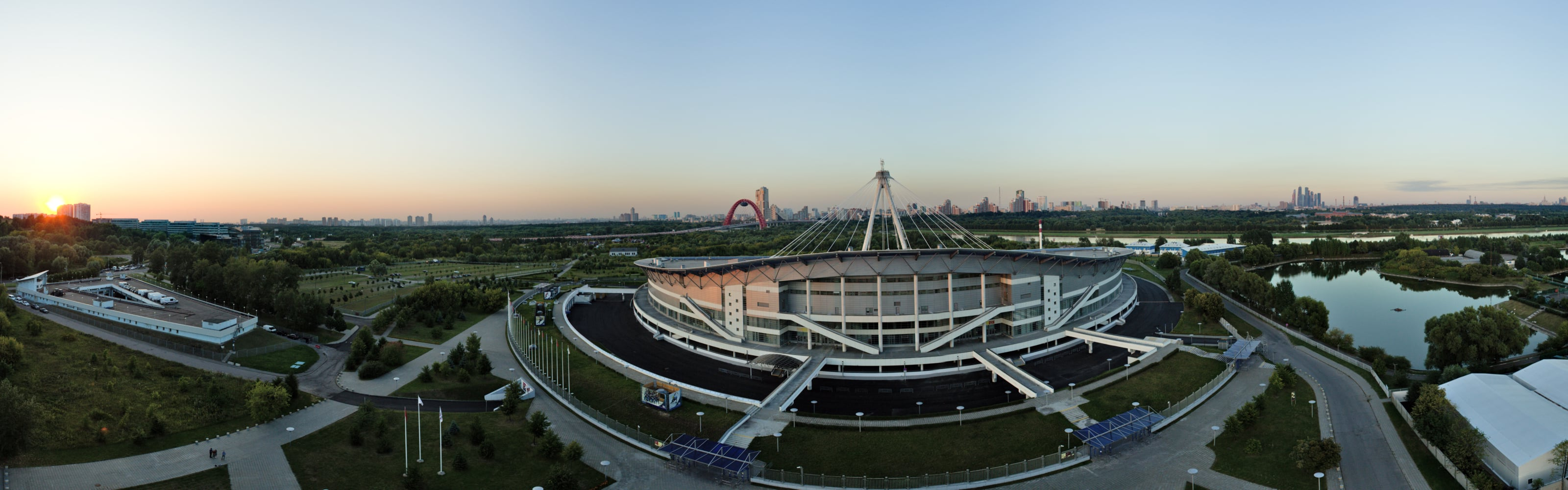
Панорамный снимок стадиона с воздуха (Август 2015 г.)

Ледовый дворец «Крылатское» (спортивный комплекс «Крылатское») — современный спортивный комплекс для организации соревнований по конькобежному спорту и хоккея с мячом, а также организации тренировок спортсменов, расположенный в городе Москве, в районе Крылатское.

## История
Старт строительству ледового дворца «Крылатское» был дан в начале 2003 года, а уже в сентябре 2004 года она было завершено. Проект был создан архитектурной группой Марка Яковлевича Лившина, и был воплощён в жизнь ОАО «Москапстрой». Арена была признана лауреатом главной архитектурной премии России «Зодчество 2004» и стала обладателем Гран-при по результатам конкурса «Спортивная индустрия России — 2004»..

### Закрытие ледового комплекса
22 ноября 2007 года лопнул стержень одного из шарнирных устройств в системе вантов, поддерживающих крышу ледового дворца. Из-за угрозы обрушения крыши и последовавшей за этим реконструкции дворец был закрыт почти на год (до сентября 2008 года).

### Настоящее
С конца апреля 2020 года в помещениях Ледового дворца в Крылатском размещается временный госпиталь для размещения пациентов с подтвержденным диагнозом COVID-19 на долечивание. По состоянию на 8 мая 2020 года вёлся монтаж перегородок палат для размещения больных и кабинетов медперсонала, монтаж пандусов для транспортировки больных, осуществлялось подключение резервного электропитания, слаботочного и сантехнического оборудования.

## Характеристика
Первый в России крытый каток. Длина беговой дорожки — 400 метров. Общая площадь объекта вместе с прилегающей территорией — 127 275 м2. Общая площадь ледового поля — 10 409,5 м². Количество мест на трибуне — 7 209.

## Спортивные соревнования
- Ноябрь 2004 года — Чемпионат мира по теннису среди женских команд «Кубок Федерации».
- Декабрь 2004 года — 42-й чемпионат России по конькобежному спорту.
- Февраль 2005 года — Чемпионат мира по конькобежному спорту в классическом многоборье.
- Ноябрь 2006 года — 3-й этап кубка Мира по конькобежному спорту.
- Ноябрь 2008 года — 3-й этап кубка Мира по конькобежному спорту.
- Январь 2009 года — Чемпионат Мира по конькобежному спорту — спринтерское многоборье (мужчины, женщины).
- Январь 2010 года — 30-й чемпионат мира по хоккею с мячом среди мужских команд.
- Март 2010 года — Чемпионат мира среди юниоров по конькобежному спорту (многоборье, командная гонка).
- Январь 2011 года — Кубок мира по конькобежному спорту 6-й этап.
- Февраль 2012 года — Чемпионат Мира по конькобежному спорту — спринтерское многоборье (мужчины, женщины).
- Апрель 2013 года — Чемпионат мира по теннису среди женских сборных команд «Кубок Федерации».
- Март 2015 года — Чемпионат мира по шорт-треку
- 2015 год - Чемпионат России по хоккею с мячом
- 2016 год - Финал Кубка России по конькобежному спорту
- 2016 год - Чемпионат России по хоккею с мячом
- 2016 год - Первенство России по конькобежному спорту среди юниоров и юниорок
- 2016 год - Финал Кубка России по хоккею с мячом
- 2017 год - Чемпионат России по хоккею с мячом
- 2017 год - Первенство России по конькобежному спорту
- 2017 год - Финал Кубка России по конькобежному спорту
- 2018 год - Финал Кубка России по конькобежному спорту
- 2018 год - Чемпионат мира по конькобежному спорту в категории "Мастерс"
- 2018 год - Чемпионат России по хоккею с мячом

## Рекорды ледовой дорожки
| Дистанция               | Мужчины                                     | Женщины                                        |
| 500 метров              | 34,91 Кэйитиро Нагасима 18 января 2009 года | 37,86 Дженни Вольф 18 января 2009 года         |
| 1000 метров             | 1.08,66 Шани Дэвис 18 января 2009 года      | 1.16,01 Анни Фризингер 18 января 2009 года     |
| 1500 метров             | 1.45,46 Хавард Бокко 22 ноября 2008 года    | 1.55,95 Кристин Несбитт 19 февраля 2012 года   |
| 3000 метров             | 3.43,73 Денис Анисимов 20 ноября 2009 года  | 4.01,80 Мартина Сабликова 18 февраля 2012 года |
| 5000 метров             | 6.14,23 Свен Крамер 18 февраля 2012 года    | 6.49,92 Клаудия Пехштайн 22 ноября 2008 года   |
| 10000 метров            | 12.59,21 Боб де Йонг 23 ноября 2008 года    | —                                              |
| Спринтерское многоборье | 139,560 Шани Дэвис 17—18 января 2009 года   | 152,475 Ван Бэйсин 17—18 января 2009 года      |
| Классическое многоборье | 149,327 Свен Крамер 18—19 февраля 2012 года | 161,050 Ирен Вюст 18—19 февраля 2012 года      |

## Сопутствующие помещения
Тренажёрный зал, зал хореографии, спортивные площадки, медицинский блок, душевые и раздевалки, сауна, котельная и лаборатория анализа воды.